# 丹尼尔·普鲁德之死
2020年3月23日，41岁的非裔美国人丹尼尔·普鲁德（Daniel Prude）被美國纽约州罗切斯特的警察限制人身自由後死亡。當時普鲁德在服用了五氯苯酚后精神病發作，并在罗切斯特的馬路上裸奔。普鲁德的哥哥選擇報警。警察趕來後發現普鲁德在吐痰，由於當時正值2019冠狀病毒病疫情期間，警员為阻止疫情傳播於是用头套罩住他的头，並將普鲁德的脸朝下按在人行道上長達两分十五秒，隨後普鲁德停止了呼吸。警方察覺有異樣後通知救護車，救護車將普鲁德送至醫院時普鲁德已腦死亡。一周后普鲁德去世。
尸检报告認定普鲁德死於謀殺，且 "兴奋性谵妄和苯环丙胺急性中毒"也是死亡因素之一。2020年9月，警方執法時的视频、书面报告和尸检报告公布後引起軒然大波，大批抗议者在罗切斯特警察总部外示威，许多人认为普鲁德的死亡与種族歧視有关。同月3日，羅徹斯特市長勒烏里·沃倫下令將7名涉案警員停職，而羅徹斯特警局局長辛賴特瑞（La'Ron Singletary）及副局長約瑟夫·摩拉比托（Joseph Morabito）則於同月8日請辭。
2021年2月23日，纽约总检察长莱蒂娅·詹姆斯宣布，大陪审团拒绝起訴與普鲁德之死有關的7名涉案警員。